# (613490) 2006 RJ103
(613490) 2006 RJ103 – planetoida z grupy trojańczyków Neptuna, odkryta 12 września 2006 roku z Apache Point Observatory w USA. 

## Orbita planetoidy
Planetoida ta krąży w średniej odległości ok. 30 j.a. od Słońca po lekko eliptycznej orbicie o mimośrodzie 0,0279. Wykonuje jeden obieg wokół Słońca w ciągu ponad 165 lat. Orbita (613490) 2006 RJ103 nachylona jest pod kątem 8,17° do płaszczyzny ekliptyki.
W swym ruchu orbitalnym asteroida ta znajduje się w punkcie libracji L4 układu Neptun – Słońce. Krążąc po zbliżonej do Neptuna orbicie, poprzedza go, znajdując się ok. 60° przed nim.

## Właściwości fizyczne
Średnica tego obiektu szacowana jest na kilkadziesiąt kilometrów. Jego jasność absolutna to 7,57m.